# ギョクハン・ギョニュル
ギョクハン・ギョニュル（Gökhan Gönül、1985年1月4日 - ）は、トルコ・サムスン出身の元サッカー選手、元トルコ代表。現役時代の元ポジションはディフェンダー (右サイドバック) 。

## 経歴

### クラブ
サムスン県カラキョイに生まれ、6歳の時に家族でブルサに移住する。1999年にブルサヨルスポル (Bursayolspor) でキャリア、それもゴールキーパーとしてキャリアを開始したが、幾つかの試合に出場した後に適性がないと告げられ、また、何人もの若手ゴールキーパーの加入によりフィールドプレイヤーに転向することになった。当初は、あくまでも趣味としてサッカーに取り組んでいたが、ウイングとして起用されて以来、真剣に向き合い、1つ上の14歳から16歳のカテゴリーでは主将を務めるまでになっており、ディフェンダー (リベロ) 、ミッドフィールダー、フォワードといった具合に様々なポジションを経験し、ブルサスポル戦 (3-3) においては、リベロとして出場しながらもハットトリックを達成する活躍を見せた。その活躍に相手クラブのスタッフから契約打診をされたものの、ブルサスポルへ行った同僚の失敗例を見たことで参加を断り、その後、ガラタサライSKを率いるファティ・テリム監督からも関心を寄せられてイスタンブールへ渡った。しかし、最終的にガラタサライと契約することなく、2002年にゲンチレルビルリイSKに入団した。
アンカラをホームに構えるゲンチレルビレイのA2リーグ (若手育成リーグの位置づけ) のチームでは、1年目に19試合で2得点を挙げる。翌年にはゲンチレルビレイの傘下チームであるハジェッテペSKへレンタル移籍に出され、2003-04シーズン終了後に完全移籍した。ハジェッテペでの最初の2シーズンで48試合8得点を記録しTFF1.リグ (2部) 昇格に貢献すると、その活躍を見たゲンチレルビレイから2005-06シーズン開幕前に呼び戻されたものの、負傷により長期離脱を余儀なくされ、同チームでのデビューを果たすことはできず、冬の移籍市場で再びハジェッテペへのレンタル移籍に出された。すると、ハジェッテペはスュペル・リグ (1部) 昇格を達成し、4年間の在籍で2度の昇格を経験することとなった。さらに同シーズンはTFF1.リグの最優秀選手賞も受賞し、それが、2007-08シーズン開幕前に強豪フェネルバフチェSKへの移籍に繋がった。
移籍初年度は、ジーコ監督の下でクラブ史上初となるUEFAチャンピオンズリーグ 2007-08ベスト8進出と躍進するチームの中にあって、自身も「トルコのカフー」との異名をつけられるほどのパフォーマンスを披露した。2009年8月24日のディヤルバクルスポル戦で、移籍後初にしてトップリーグでの初得点を記録する等、その後も中心選手の1人として活躍し、2012年6月に契約を2015-16シーズンまで延長した。

### 代表

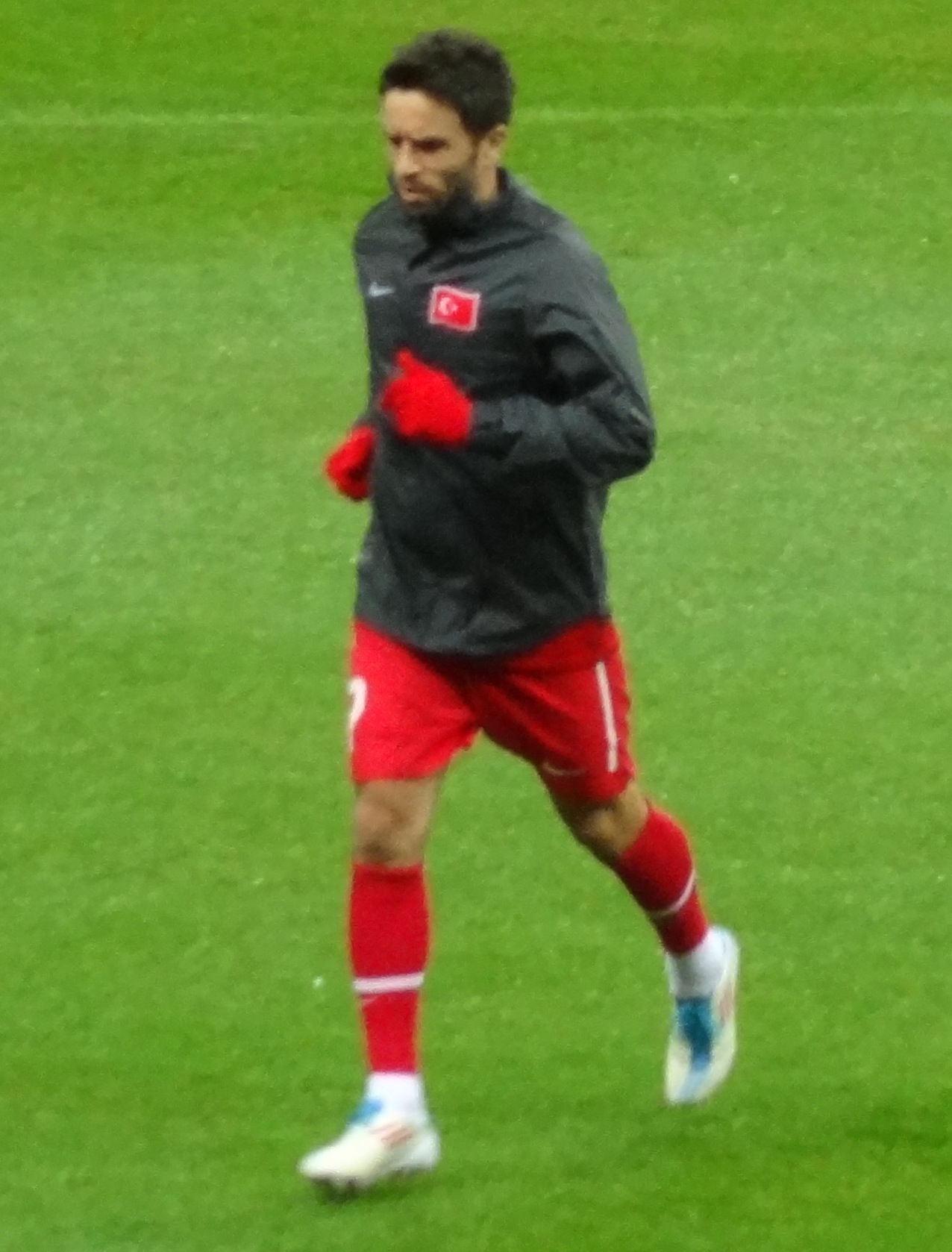
2011年11月11日、代表でのギョニュル

世代別代表に招集されたことはなく、2007年11月27日のUEFA EURO 2008予選でのノルウェー戦でA代表デビューを果たす。すると、その後3試合に出場し、UEFA EURO 2008の暫定26人のメンバー入りをしたものの、最終的に負傷によって落選した。
2011年3月のUEFA EURO 2012予選のオーストリア戦において初得点を挙げた。

## 個人成績

### クラブでの成績
2014年5月30日現在
| 所属クラブ       | シーズン         | リーグ           | リーグ | リーグ | カップ | カップ | 国際大会 | 国際大会 | 合計 | 合計 |
| 所属クラブ       | シーズン         | 所属リーグ       | 出場   | 得点   | 出場   | 得点   | 出場     | 得点     | 出場 | 得点 |
| ---------------- | ---------------- | ---------------- | ------ | ------ | ------ | ------ | -------- | -------- | ---- | ---- |
| ハジェッテペ     | 2003-04          | TFF2.リグ        | 27     | 5      | -      | -      | -        | -        | 27   | 5    |
| ハジェッテペ     | 2004-05          | TFF2.リグ        | 21     | 3      | -      | -      | -        | -        | 21   | 3    |
| ハジェッテペ     | 2005-06          | TFF1.リグ        | 17     | 3      | -      | -      | -        | -        | 17   | 3    |
| ハジェッテペ     | 2006-07          | TFF1.リグ        | 27     | 4      | 2      | 0      | -        | -        | 29   | 4    |
| ハジェッテペ     | 合計             | 合計             | 92     | 15     | 2      | 0      | -        | -        | 94   | 15   |
| フェネルバフチェ | 2007-08          | スュペル・リグ   | 24     | 0      | 4      | 1      | 8        | 0        | 36   | 1    |
| フェネルバフチェ | 2008-09          | スュペル・リグ   | 29     | 0      | 7      | 0      | 10       | 0        | 46   | 0    |
| フェネルバフチェ | 2009-10          | スュペル・リグ   | 30     | 2      | 6      | 0      | 8        | 0        | 44   | 2    |
| フェネルバフチェ | 2010-11          | スュペル・リグ   | 30     | 3      | 2      | 0      | 3        | 0        | 35   | 2    |
| フェネルバフチェ | 2011-12          | スュペル・リグ   | 30     | 1      | 2      | 0      | -        | -        | 32   | 1    |
| フェネルバフチェ | 2012-13          | スュペル・リグ   | 27     | 3      | 2      | 1      | 13       | -        | 42   | 4    |
| フェネルバフチェ | 2013-14          | スュペル・リグ   | 29     | 0      | 0      | 0      | 2        | 0        | 31   | 0    |
| フェネルバフチェ | 合計             | 合計             | 200    | 9      | 23     | 2      | 44       | 0        | 267  | 11   |
| キャリア通算成績 | キャリア通算成績 | キャリア通算成績 | 292    | 24     | 25     | 2      | 44       | 0        | 361  | 26   |

### 代表での成績
出典:
| トルコ代表 | トルコ代表 | トルコ代表 |
| 年         | 出場       | 得点       |
| ---------- | ---------- | ---------- |
| 2007       | 2          | 0          |
| 2008       | 6          | 0          |
| 2009       | 9          | 0          |
| 2010       | 5          | 0          |
| 2011       | 5          | 1          |
| 2012       | 4          | 0          |
| 2013       | 9          | 0          |
| 2014       | 8          | 0          |
| 2015       | 5          | 0          |
| 2016       | 8          | 0          |
| 2017       | 3          | 0          |
| 2018       | 1          | 0          |
| 2019       | 1          | 0          |
| Total      | 66         | 1          |

#### 代表での得点
| #                 | 開催日        | 開催地         | 対戦国       | スコア | 結果 | 大会               |
| ----------------- | ------------- | -------------- | ------------ | ------ | ---- | ------------------ |
| 1.                | 2011年3月29日 | イスタンブール | オーストリア | 2-0    | 2-0  | UEFA EURO 2012予選 |
| 2011年3月29日時点 |               |                |              |        |      |                    |

## タイトル

### クラブ
フェネルバフチェSK
- スュペル・リグ : 2010-11, 2013-14
- テュルキエ・クパス : 2011-12, 2012-13
- テュルキエ・スュペル・クパス（トルコ語版）: 2007, 2009, 2014

ベシクタシュJK
- スュペル・リグ : 2016-17